# Coalition des gauches
Le groupe de la Coalition des gauches (abrégé en CG) était un groupe politique du Parlement européen entre 1989 et 1994 et qui regroupait des communistes européens essentiellement français, portugais et grecs.

## Histoire
Il comptait 14 députés. Ce groupe était concurrent du groupe pour la Gauche unitaire européenne qui comprenait les communistes italiens et espagnols en majorité.
Ces deux groupes sont les successeurs du groupe communiste et apparentés qui exista au Parlement européen de 1979 à 1989.
Le 19 juillet 1994, ils ont fusionné pour créer la Gauche unitaire européenne, qui devint la Gauche unitaire européenne/Gauche verte nordique (GUE/NGL) en 1995.

## Composition

### Présidence
| Nom | Nom                                                    | Abv. | Pays     | Députés européens |
| --- | ------------------------------------------------------ | ---- | -------- | ----------------- |
|     | Parti communiste français                              | PCF  | France   | 7 / 81            |
|     | Parti communiste portugais Partido Comunista Português | PCP  | Portugal | 3 / 24            |
|     | Parti communiste de Grèce Κομμουνιστικό Κόμμα Ελλάδας  | KKE  | Grèce    | 3 / 24            |
|     | Parti des travailleurs d'Irlande Páirtí na nOibrithe   |      | Irlande  | 1 / 15            |

## Organisation

### Présidents du groupe
| Portrait | Titulaire | Début                | Fin             | Pays            | Parti national | Législature | Législature |
| -------- | --------- | -------------------- | --------------- | --------------- | -------------- | ----------- | ----------- |
| 1        |           | René Piquet          | 25 juillet 1989 | 9 juin 1991     | France         | PCF         | 3e          |
| 2        |           | Alékos Alavános      | 10 juin 1991    | 15 janvier 1992 | Grèce          | KKE         | 3e          |
| 3        |           | René Piquet          | 16 janvier 1992 | 10 février 1993 | France         | PCF         | 3e          |
| 4        |           | Joaquim Miranda (en) | 11 février 1993 | 18 juillet 1994 | Portugal       | PCP         | 3e          |